# Circuit d'Aintree
El Circuit d'Aintree és un circuit de curses automobilístiques situat a Aintree, prop de Liverpool, Anglaterra.

## Història a la F1
Aintree ha estat la seu en cinc ocasions del Gran Premi de Gran Bretanya de Fórmula 1 a les temporades 1955, 1957, 1959, 1961, i 1962.
A més a més de les curses de la F1, s'han disputat fins a un total d'11 curses de Fórmula 1 no puntuables pel campionat de la F1, curses conegudes amb el nom d'Aintree 200. Aquestes curses es van disputar entre els anys 1954 i 1964.

## Guanyadors de les curses vàlides per la F1
| Any  | Pilot              | Equip           | Resultats |
| ---- | ------------------ | --------------- | --------- |
| 1955 | Stirling Moss      | Mercedes        | Resultats |
| 1957 | Tony Brooks        | Vanwall         | Resultats |
| 1959 | Jack Brabham       | Cooper - Climax | Resultats |
| 1961 | Wolfgang von Trips | Ferrari         | Resultats |
| 1962 | Jim Clark          | Lotus - Climax  | Resultats |